# Разбиение цикла на блоки
Loop tiling (тайлинг, разбиение цикла на блоки ) — оптимизирующее преобразование, призванное сделать исполнение некоторых типов циклов более эффективным.
Данный способ оптимизации состоит в разбиении пространства итерирования исходного цикла (которое может проводиться по нескольким переменным) на небольшие блоки меньшего размера, что позволяет хранить используемые в этих небольших блоках данные в кэше полностью для их неоднократного использования в процессе выполнения блока. Разбиение пространства итерирования цикла приводит к разбиению массива на меньшие блоки, которые помещаются в кэш, что приводит к улучшению использования кэша, снижению количества промахов и уменьшению требований к размеру кэша.

## Пример: умножение матрицы на вектор
```
 
for
 
(
i
 
=
 
0
;
 
i
 
<
 
N
;
 
i
++
)

     
for
 
(
j
 
=
 
0
;
 
j
 
<
 
N
;
 
j
++
)

         
c
[
i
]
 
=
 
c
[
i
]
 
+
 
a
[
i
,
 
j
]
 
*
 
b
[
j
];

```

После разбиения цикла на блоки 2 × 2 
```
 
for
 
(
i
 
=
 
0
;
 
i
 
<
 
N
;
 
i
 
+=
 
2
)

     
for
 
(
j
 
=
 
0
;
 
j
 
<
 
N
;
 
j
 
+=
 
2
)

         
for
 
(
ii
 
=
 
i
;
 
ii
 
<
 
min
(
i
+
2
,
 
N
);
 
ii
++
)

             
for
 
(
jj
 
=
 
j
;
 
jj
 
<
 
min
(
j
+
2
,
 
N
);
 
jj
++
)

                 
c
[
ii
]
 
=
 
c
[
ii
]
 
+
 
a
[
ii
,
 
jj
]
 
*
 
b
[
ii
];

```

Изначально, пространство итерирования имеет размеры N × N. Блок массива, a[i, j] к которому требуется доступ, также имеет размер N × N. Если N принимает слишком большие значения, и размер кэша процессора недостаточен для того, чтобы полностью вместить данные, то элементы, которые используются в пределах одной итерации (например, при i = 1, j меняется от 1 до N), то возникают промахи по кэшу, приходится выгружать различные части массива, что сильно снижает производительность.

## Пример: умножение матриц
Другим примером использования данного оптимизирующего преобразования является умножение матриц.
Исходный код:
```
 
for
 
(
i
 
=
 
0
;
 
i
 
<
 
N
;
 
i
++
)

     
for
 
(
k
 
=
 
0
;
 
k
 
<
 
N
;
 
k
++
)

         
for
 
(
j
 
=
 
0
;
 
j
 
<
 
N
;
 
j
++
)

             
z
[
i
,
 
j
]
 
=
 
z
[
i
,
 
j
]
 
+
 
x
[
i
,
 
k
]
 
*
 
y
[
k
,
 
j
]

```

После разбиения на блоки B × B:
```
 
for
 
(
k2
 
=
 
0
;
 
k2
 
<
 
N
;
 
i
 
+=
 
B
)

     
for
 
(
j2
 
=
 
0
;
 
j2
 
<
 
N
;
 
j
 
+=
 
B
)

         
for
 
(
i
 
=
 
0
;
 
i
 
<
 
N
;
 
i
++
)

             
for
 
(
k1
 
=
 
k2
;
 
k1
 
<
 
min
(
k2
 
+
 
B
,
 
N
);
 
k1
++
)

                 
for
 
(
j1
 
=
 
j2
;
 
k2
 
<
 
min
(
j2
 
+
 
B
,
 
N
);
 
j1
++
)

                     
z
[
i
,
 
j1
]
 
=
 
z
[
i
,
 
j1
]
 
+
 
x
[
i
,
 
k1
]
 
*
 
y
[
k1
,
 
j1
];

```

## Выбор размера блока
Не всегда легко определить, какой размер блока оптимален для конкретного цикла, так как это зависит от аккуратности вычисления областей массивов, к которым производится доступ. Порядок вложения циклов также играет важную роль в достижении лучшей производительности.